# Bukowina Tatrzańska
Bukowina Tatrzańska is een dorp in de Poolse woiwodschap Klein-Polen. De plaats maakt deel uit van de gemeente Bukowina Tatrzańska en telt 2700 inwoners.